# رنیوم هپتافلوئورید
رنیوم هپتافلوئورید (به انگلیسی: Rhenium heptafluoride) با فرمول شیمیایی ReF۷ یک ترکیب شیمیایی است. که جرم مولی آن ۳۱۹٫۱۹۶ g/mol می‌باشد. شکل ظاهری این ترکیب، پودر سیاه است.